# Pszeudo-Szkülax-periplusz

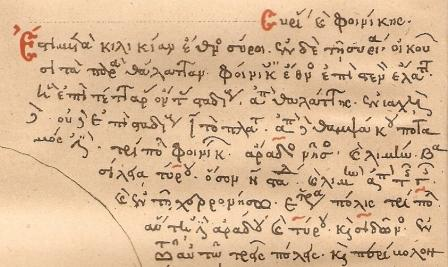
A Pszeudo-Szkülax-periplusz 13. századi, fennmaradt átiratának 1855-ös fakszimiléje

A Pszeudo-Szkülax-periplusz egy körülbelül a Kr.e. 4. század közepén íródott görög periplusz, ami a görögök által ismert tengereket, a Földközi-tengert és a Fekete-tengert, illetve az azok partján fekvő területeket, településeket és az ott élő népeket mutatja be.
A 9000 szavas szöveg Gibraltár bemutatásával kezdődik, majd a Földközi-tenger északi medencéjén végighaladva eljut a Fekete-tenger medencéjéig, amit az óramutató járása szerint ír le. A leírás ezt követően a Földközi-tenger keleti és déli medencéjén haladva bemutatja Afrika északi partjait.
A szöveg csak egy középkori átiratban maradt fenn, a Kr.e. 6. században élt Szkülaxnak tulajdonítva. Szerzősége azonban egyértelműen nem bizonyítható, így szerzőjét Pszeudo-Szkülax névvel illetjük.